# Dingir
Dingir (običajno prečrkovano kot  diĝir, izgovorjeno kot /diŋir/) je klinopisni znak, najpogosteje določilnik za božanstvo, vendar ima tudi več drugih pomenov. Kot določilnik se znak ne izgovarja in se, po dogovoru, prečrkuje v nadpisani D, na primer DInana. Na splošno se  dingir lahko prevede kot bog ali  boginja.
V sumerskem klionopisu (DIĜIR, ) znak sam po sebi predstavlja besedo an (nebo ali nebesa), ideogram za An, vrhovno božanstvo sumerskoga panteona, ali besedo diĝir (bog). V asirskem klinopisu lahko (AN, DIĜIR, ) pomeni ideogram za božanstvo (ilum) ali silabogram za an ali il-. V  hetitski ortografiji je bila silabična vrednost znaka ponovno an.
Po eni od razlag je DINGIR lahko pomenil tudi svečenika ili svečenico, čeprav se kot svečenik ali svečenica prevajajo tudi druge akadske besede, na primer ēnu in ēntu. Izraz  nin-dingir (božanska gospa), na primer, je označeval svečenico, ki je sprejemala hrano v Enkijevem svetišču v Eriduju.

## Klinopisni znak

### Sumerski
Sumerski znak DIĜIR se je razvil iz zvezdastega ideograma, ki je pomenil boga ali sumerskega boga Ana, vrhovnega očeta vseh bogov. Znak dingir je lahko pomenil tudi nebo ali nebesa in je bil nasprotje znaka ki, ki se prevaja kot zemlja. Izgovarjel se je dimer.
Množinska oblika diĝir se je lahko zapisala tudi z diĝir-diĝir 

### Asirski
Asirski znak DIĜIR  je lahko pomenil:
- v akadskem il- je pomenil bog ali boginja, kar akrofonsko izhaja iz semitskega Ỉl-
- boga Anuma
- akadsko besedo  šamû v pomenu nebo
- zloga an in  il
- predpono v pomenu pri ali proti
- določilnik, ki mi je sledilo ime boga